# Galeries Lafayette
Galeries Lafayette – dom handlowy położony w Paryżu.
W grudniu 2024 roku przed Świętami Bożego Narodzenia wykonanie świątecznych witryn w najbardziej luksusowym paryskim domu towarowym powierzone zostało 32-letniemu szwajcarskiemu projektantowi mody Kevinowi Garmanierowi. W swoich witrynach pokazał przechodniom pełen kolorów Paryż w miniaturze. Prawie wszystkie marionetki, w tym Święty Mikołaj, różne zwierzęta były pokryte lśniącymi materiałami i cekinami.

## Historia
W 1893 roku Théophile Bader oraz jego kuzyn, Alphonse Kahn otworzyli niewielką pasmanterię na rogu ulic La Fayette oraz de la Chaussée-d'Antin. W 1896 obaj kuzyni wykupili dom przy ulicy La Fayette pod numerem 1. W następnych latach kupili oni domy przy bulwarze Haussmanna pod numerem 38, 40 oraz 42 oraz pod numerem 15 przy ulicy de la Chaussée-d'Antin. 
Bader połączył zakupione budynki pokrywając dachy wielką kopułą. Tak powstała jedna z najsłynniejszych paryskich galerii handlowych.
Obecnie Galeries Lafayette stanowi dziesięciopiętrową galerię handlową położona przy bulwarze Haussmanna w 9. dzielnicy Paryża.
W chwili obecnej Galeries Lafayette posiada swoje domy towarowe także w Berlinie oraz Nowym Jorku.
Dostęp do paryskiej galerii jest możliwy za pomocą paryskiego metra. Stacją najbliższą galerii jest Chaussée d'Antin – La Fayette.

## Statystyki
- Liczba zatrudnionych: 12 063
- Liczba sklepów: 63
- Zysk netto: 1 621 700 euro